# Рештово
45°37′ пн. ш. 15°22′ сх. д. / 45.62° пн. ш. 15.37° сх. д.
Рештово (хорв. Reštovo) — населений пункт у Хорватії, в Карловацькій жупанії у складі громади Каманє.

## Населення
Населення за даними перепису 2011 року становило 104 осіб.
Динаміка чисельності населення поселення: